# Anzia Yezierska

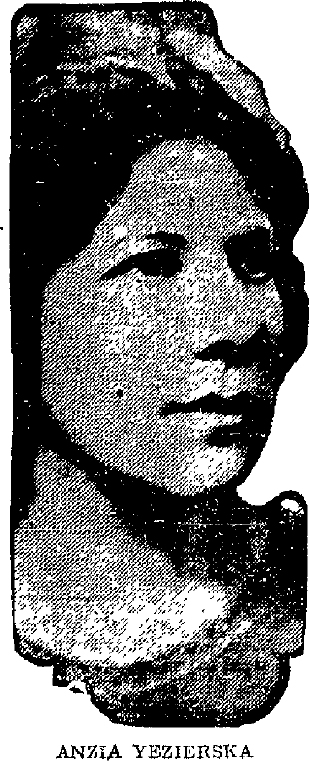
Anzia Yezierska

Anzia Yezierska (n. 1880 - d. 1970) a fost o scriitoare de limbă idiș. S-a născut în Pinsk, Polonia Congresului, Imperiul Rus și apoi, a emigrat in New York City.